# Теорема про розподіл простих чисел
Теорема про розподіл простих чисел — теорема аналітичної теорії чисел, що описує асимптотику розподілу простих чисел. А саме, вона стверджує, що кількість {\displaystyle \pi (n)} простих чисел на відрізку від 1 до n зростає із зростанням n як {\displaystyle n/\ln n}, тобто
{\displaystyle {\frac {\pi (n)}{n/\ln n}}\to 1,\quad n\to \infty .}
Інакше кажучи, це означає, що у випадково вибраного числа від 1 до n, для достатньо великих n, ймовірність виявитися простим приблизно рівна {\displaystyle 1/\ln n}.
Також ця теорема може бути еквівалентним чином перефразована для опису поведінки {\displaystyle k}-го простого числа {\displaystyle p_{k}}: вона стверджує, що
{\displaystyle p_{k}\sim k\ln k,\quad k\to \infty }
(тут і далі запис {\displaystyle \ f\sim g} означає {\displaystyle f/g\to 1}).

## Історія
Ґрунтуючись на таблицях простих чисел, складених Фелкелем і Вегою, Лежандр припустив в 1796 році, що функція {\displaystyle \pi (x)} може бути наближена виразом {\displaystyle x/(\ln(x)-B)}, де {\displaystyle B=1.08...} — константа, близька до {\displaystyle 1}. Гаус, розглядаючи те ж питання і використовуючи доступні йому результати обчислень і деякі евристичні міркування розглянув іншу функцію — інтегральний логарифм {\displaystyle \mathrm {Li} (x)=\int _{2}^{x}{\frac {1}{\ln x}}\,dx}, проте не став публікувати цього твердження. Обидва наближення, як Лежандра, так і Гауса, приводять до однієї і тієї ж асимптотичної еквівалентності функцій {\displaystyle \pi (x)} і {\displaystyle x/\ln(x)}, вказаної вище, хоча наближення Гауса і виявляється істотно кращим, якщо при оцінці помилки розглядати різницю функцій замість їх відношення.
У двох своїх роботах, 1848 і 1850 роки, Чебишов довів, що верхня M і нижня m границі відношення
{\displaystyle {\frac {\pi (x)}{x/\ln x}}\qquad (*)}
задовольняють нерівності {\displaystyle 0.92129\leqslant m\leqslant M\leqslant 1.10555}, а також, що якщо границя відношення (*) існує, то вона рівна 1.
У 1859 році з'явилася робота Рімана, в якій він розглянув (введену Ейлером як функцію дійсного аргументу) {\displaystyle \zeta }-функцію в комплексній області, і пов'язав її поведінку з розподілом простих чисел. Розвиваючи ідеї цієї роботи, в 1896 році Адамар і Валле-Пуссен одночасно і незалежно довели теорему про розподіл простих чисел.
Нарешті, в 1949 році з'явилося доведення Ердеша—Сельберга, що не застосовує понять комплексного аналізу.

## Загальний хід доказу

### Переформулювання в термінах псі-функції Чебишова
Загальним початковим етапом міркувань є переформулювання твердження за допомогою псі-функції Чебишова, що визначається як
{\displaystyle \psi (x)=\sum _{p^{k}\leqslant x}\log p\qquad \qquad (*)}
іншими словами, псі-функція Чебишова це сума функції фон Мангольдта:
{\displaystyle \psi (x)=\sum _{n\leqslant x}\Lambda (n),\qquad \Lambda (n)={\begin{cases}\log p,&n=p^{k},\,k\geqslant 1,\quad p\,{\text{is a prime}}\\0,&{\text{otherwise}}.\end{cases}}}
А саме, виявляється, що асимптотичний закон розподілу простих чисел рівносильний тому, що
{\displaystyle \psi (x)\sim x\quad x\to \infty .}
Це твердження є вірним тому, що логарифм «майже сталий» на більшій частині відрізка {\displaystyle [1,n]}, а внесок квадратів, кубів, і т. д. в суму (*) є малим; тому практично всі логарифми {\displaystyle \ln p} приблизно рівні {\displaystyle \ln x}, і функція {\displaystyle \psi (x)} асимптотично рівна {\displaystyle \pi (x)\cdot \ln x}.

### Класичні міркування: перехід до дзета-функції Рімана
Як випливає з тотожності Ейлера
{\displaystyle \zeta (s)=\prod _{p}{\frac {1}{1}}-p^{-s}}
ряд Діріхле, що відповідає функції фон Мангольдта, рівний мінус логарифмічній похідній дзета-функції:
{\displaystyle \sum _{n}\Lambda (n)n^{-s}=-{\frac {\zeta '(s)}{\zeta (s)}}.}
Крім того, інтеграл по вертикальній прямій, що знаходиться праворуч від 0, від функції {\displaystyle a^{s}/s} рівний {\displaystyle 2\pi i} при {\displaystyle a>1} і 0 при {\displaystyle 0<a<1}. Тому, множення правої і лівої частини на {\displaystyle {\frac {1}{2\pi i}}x^{s}/s} й інтегрування по вертикальній прямій по {\displaystyle ds} залишає в лівій частині суму {\displaystyle \Lambda (n)} з {\displaystyle n\leqslant x}. З іншого боку, застосування теореми про лишки дозволяє записати ліву частину у вигляді суми лишків; кожному нулю дзети-функції відповідає полюс першого порядку її логарифмічної похідної, із лишком, рівним 1, а полюсу першого порядку в точці {\displaystyle s=1} — полюс першого порядку з лишком, рівним {\displaystyle (-1)}.
Строга реалізація цієї програми дозволяє одержати явну формулу Рімана:
{\displaystyle \psi (x)=x-\sum _{\rho :\,\zeta (\rho )=0, \atop 0<Re(\rho )<1}{\frac {x^{\rho }}{\rho }}-\log(2\pi )-{\frac {1}{2}}\log(1-x^{-2}).\qquad \qquad (**)}
де сума обчислюється по нулях {\displaystyle \rho } дзета-функції, що лежать у смузі {\displaystyle 0<Re(s)<1}, доданок {\displaystyle -\log(2\pi )=-{\frac {\zeta '(0)}{\zeta (0)}}} відповідає полюсу {\displaystyle x^{s}/s} у нулі, а доданок {\displaystyle -\log(1-x^{-2})/2} — так званим «тривіальним» нулям дзета-функції {\displaystyle s=-2,-4,-6,\dots }.
Відсутність нетривіальних нулів дзета-функції поза критичною смугою і спричиняє еквівалентність {\displaystyle \psi (x)\sim x\ } (сума у формулі (**) зростатиме повільніше, ніж x).

### Елементарне доведення: завершення Ердеша—Сельберга
Основна теорема арифметики, що записується після логарифмування як
{\displaystyle \ln n=\sum _{p,k:\,p^{k}|n}\ln p}
таким чином формулюється в термінах арифметичних функцій і згортки Діріхле як
{\displaystyle \ln =\Lambda *\mathbf {1} ,}
де {\displaystyle \ln } і {\displaystyle \mathbf {1} } — арифметичні функції, логарифм аргументу і тотожна одиниця відповідно.
Формула обертання Мебіуса дозволяє перенести {\displaystyle \mathbf {1} } у праву частину:
{\displaystyle \Lambda =\ln *\mu ,\qquad \qquad (**)}
де {\displaystyle \mu } — функція Мебіуса.
Сума лівої частини (**) — шукана функція {\displaystyle \psi }. У правій частині, застосування формули гіперболи Діріхле дозволяє звести суму згортки до суми {\displaystyle \sum _{k}L(n/k)\mu (k),} де {\displaystyle L} — сума логарифма. Застосування формули Ейлера — Маклорена дозволяє записати {\displaystyle L(n)} як
{\displaystyle L(n)=n\ln n-n+{\frac {1}{2}}\ln n+\gamma +o(1),}
де {\displaystyle \gamma } — стала Ейлера. Виділяючи з цього виразу доданки, що мають вигляд {\displaystyle \sum _{k}F(n/k)} для відповідним чином підібраної функції F (а саме {\displaystyle F(x)=x-\gamma -1}), і позначаючи через R залишок, маємо через обертання Мебіуса
{\displaystyle \Lambda =F+\sum _{k}R(n/k)\mu (k).}
Оскільки {\displaystyle F(x)\sim x,} залишається перевірити, що другий доданок має вигляд {\displaystyle o(x)}. Застосування леми Аскера дозволяє звести цю задачу до перевірки твердження {\displaystyle M(x)=o(x),} де {\displaystyle M(x)=\sum _{n\leqslant x}\mu (n)} — сума функції Мебіуса.
Малість сум функції Мебіуса на підпослідовності випливає з формули обертання, застосованої до функції {\displaystyle 1/n}.
Далі, функція Мебіуса в алгебрі арифметичних функцій (з мультиплікативною операцією-згорткою) задовольняє «диференціальному рівнянню» першого порядку
{\displaystyle \mu '=-\mu *\Lambda ,}
де {\displaystyle f'(n)=f(n)\cdot \ln n} — диференціювання в цій алгебрі (перехід до рядів Діріхле перетворює його на звичайне диференціювання функції). Тому вона задовольняє і рівнянню другого порядку
{\displaystyle \mu ''=\mu *(\Lambda *\Lambda -\Lambda ').}
Перехід до середнього у цьому рівнянні дозволяє те, що асимптотика суми функції {\displaystyle \Lambda _{2}=\Lambda *\Lambda +\Lambda } оцінюється краще, ніж асимптотика сум {\displaystyle \Lambda }, дозволяє оцінювати відношення M(x) /x через середні значення такого відношення. Така оцінка разом з «малістю за послідовністю» і дозволяє одержати шукану оцінку {\displaystyle M(x)=o(x)}.